# 孤山 (抚仙湖)
24°24′21″N 102°50′37″E / 24.40583°N 102.84361°E

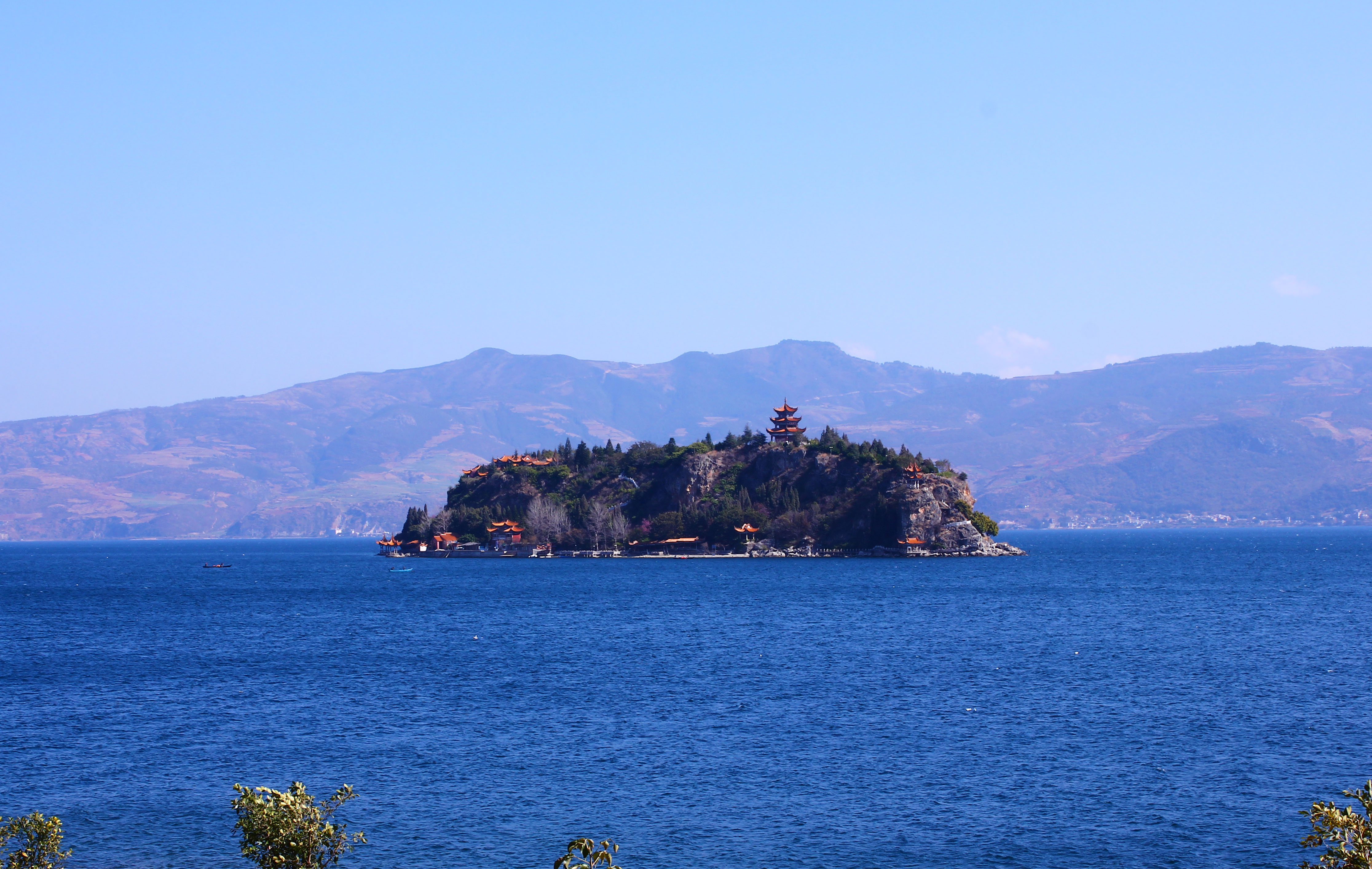
孤山。

孤山，又名“瀛海山”、“环玉山”，位于中国云南省抚仙湖江川县水域内，是抚仙湖中唯一的一座天然岛屿。原有大孤山和小孤山两个小岛，明代曾建有一座“引虹桥”把两岛连接起来，后因遭遇狂风暴雨把桥和小孤山荡尽，现仅存大孤山。今孤山岛面积82亩，离湖岸最近处约900米。元、明时期，岛上庙宇有八殿、五阁、三亭、一堂、一庵、一塔。塔为铜塔，基宽5丈，高9丈，13层，结构奇巧精妙，为当时滇东、滇中胜迹。有“巍然形胜冠南州”使得“骚人墨客停留着不可胜记”之说。清代顺治五年（1648年），岛上建筑尽毁于战乱。康熙十七年（1678年），又在孤山上重建瀛海寺。中华民国时期，因有土匪在孤山盘踞，江川县府于1931年3月10日，将孤山所有建筑尽行烧毁。1950年原民国时期的华宁县维新镇（今江川伏家营）镇长金绍云聚众暴动，曾在孤山据险固守。1979年7月，孤山被中国医学科学院生物研究所征用作为猿猴养殖场。1987年11月，与生物研究所协商，达成协议，归还江川。1989年投资修建辟为旅游景点。江川县先后投入700余万元，先行绿化，继之修建亭、台、楼、阁、水榭，成为今貌。1993年10月，建成了从小马沟至孤山的湖底电缆工程。现孤山风景区为抚仙湖畔重要的旅游景点，江川县计划打造以孤山风景区为核心的“古滇国文化园”。